# 木荷蟻粉介殼蟲
木荷蟻粉介殼蟲（学名：Formicococcus schimae）为粉介殼蟲科蟻粉介殼蟲屬下的一个种。